# Estrecho de Basilan
El estrecho de Basilan es un cuerpo de agua que separa las islas de Mindanao y Basilan, en las Filipinas.

## Descripción
El cuerpo de agua se forma entre la punta sudoeste de la isla de Mindanao y la norte de la de Basilan. Aparece descrito en el primer volumen del Diccionario geográfico, estadístico, histórico de las Islas Filipinas (1850) de Manuel Buzeta Núñez y Felipe Bravo con las siguientes palabras:

BASILAN (estrecho de): fórmase entre la estremidad S. O. de la isla de Mindanao, prov. de Zamboanga, y la costa N. de la isla Basilan; la boca occidental que da salida al mar de Mindoro, está formada entre los 125° 30' long. (costa S. O. de la prov. de Zamboanga), 125° 37' id. (costa N. de la isla de Basilan; 6° 39' lat. (costa N. de Basilan), 6° 57' id. (costa S. O. de Zamboanga); la boca oriental que da entrada en el mar de los Célebes, en los 125° 48' long., (islita llamada Tabtabun, al S. E. de la costa de la misma parte de la prov. de Zamboanga á que está adscrita); y en los 125° 47' id. (punta N. de la isla Basilan); 6° 42' lat. (en esta misma costa); 6° 53' (en la costa ó punta S. de la espresada islita): despues se dilatan ambas bocas en los nombrados mares. En el centro de este estrecho están las islitas llamadas de Santa Cruz, adscritas como esta, á la prov. de Zamboanga, y á una y otra parte de sus bocas tiene otras islitas.
(Buzeta y Bravo, 1850, p. 354)